# Wim Voermans
Wilhelmus Jacobus Maria (Wim) Voermans (Zundert, 8 oktober 1961) is hoogleraar staats- en bestuursrecht aan de Universiteit Leiden.

## Biografie

### Jeugd en vroege carrière
Wim Voermans doorliep het vwo in Etten-Leur (KSE) en Oudenbosch (Thomas More College) en studeerde daarna rechten aan de Universiteit van Tilburg, waar hij afstudeerde in de vrije studierichting staats- en bestuursrecht. In september 1995 promoveerde hij aldaar op een proefschrift over de mogelijkheden van computerondersteuning bij regelgeving getiteld Sturen in de mist..., maar dan met radar: Een onderzoek naar praktisch haalbare vormen van computerondersteuning bij het ontwerpen van regelgeving. Promotoren waren Jan van Kreveld en Albert Koers; van het proefschrift verscheen dat jaar ook een handelseditie bij W.E.J. Tjeenk Willink te Zwolle.
Tijdens het schrijven van en na de afronding van dat proefschrift werkte hij als universitair docent staats- en bestuursrecht bij de Universiteit van Tilburg; na 1997 als universitair hoofddocent. Hij specialiseerde zich in die tijd in het Nederlandse, Europese en vergelijkende constitutionele recht, het Europese recht en (EU-)wetgevingsvraagstukken. Ook gaf hij tussen 1999 en 2014 wetgevingscursussen aan Nederlandse en Europese wetgevingsjuristen (van het Europees Parlement), maar ook buiten de EU.

### Hoogleraar in Leiden
In 2002 werd Voermans benoemd tot hoogleraar staats- en bestuursrecht aan de Universiteit Leiden. Daar hield hij op 12 september 2003 zijn oratie, getiteld Toedeling van bevoegdheid, waarin hij inging op het thema democratisch regelgeven. Na 2003 legde hij zich verder toe op Nederlandse, Europese en vergelijkende constitutionele vraagstukken en tot aan 2015 ook op Nederlandse, Europese en internationale wetgevingsvraagstukken. Hij was enige tijd President van de Internationale Vereniging voor wetgeving (2012-2015). Na 2015 verlegde hij de koers enigszins en ging zich meer en meer met legitimiteitsvraagstukken in recht en politiek bezighouden, samen met andere Leidse onderzoekers in het interdisciplinaire profileringsgebied "Political Legitimacy". 
Mede als uitkomst daarvan publiceerde hij verschillende boeken waarin de legitimerende functie van constitutioneel recht en die van ons democratisch-liberale bestel centraal staan. De boeken Het verhaal van de grondwet: Zoeken naar wij (2019) en Onze constitutie: De geschreven en ongeschreven regels van het Nederlandse staatsbestel (2023) waren beide voor een breed publiek, dus niet alleen voor juristen, geschreven en kregen een gunstig onthaal en lovende kritieken. Het laatste boek won de PrinsjesBoekenprijs voor het beste politieke boek 2023. De theorie dat grondwetten tegenwoordig zo populair zijn omdat ze werken als een goed, meeslepend verhaal, werkte hij verder uit in het bij Cambridge University Press uitgegeven The Story of Constitutions: Discovering the We in Us (2023). Het boek won de 2023 Book of the Year Award van het Constitutional Studies Program van de Universiteit van Texas.
Met ingang van 1 september 2024 is Voermans universiteitshoogleraar aan de Universiteit Leiden. Hij is de vierde Leidse hoogleraar met die titel, na Ineke Sluiter, Arnold Tukker en Judi Mesman.

### Publieke optredens
Voermans neemt ook nadrukkelijk deel aan het publieke debat over staatsrechtelijke en politieke kwesties. Hij spreekt zich uit voor transparantie en openbaarheid van bestuur, alsook voor betere informatievoorziening in en over democratische openbare besluitvormingsprocessen. In zijn boek Het land moet bestuurd worden: Machiavelli in de polder (2021) bekritiseerde Voermans de neiging tot "verbestuurlijking" en "depolitiseren" die volgens hem veel Nederlandse politici kenmerkt, wat ten koste zou gaan van het democratisch bestel. Daarnaast zet Voermans zich in om de Nederlandse Grondwet toegankelijker te maken. Hij is ook bekend vanwege zijn pleidooien om het academische juridische onderwijs wetenschappelijker te maken.

## Publicaties
- Wim Voermans (2023), The Story of Constitutions: Discovering the We in Us. Cambridge/New York, Cambridge University Press, 389 p. 2023. Book of the Year Award van het Constitutional Studies Program van de Universiteit van Texas.
- Wim Voermans (2023), Onze constitutie: de geschreven en ongeschreven regels van het Nederlandse staatsbestel, 6de herziene dr. Amsterdam, Prometheus, 920 p. Bekroond met de Prinsjesboekenprijs 2023.
- Wim Voermans (2021), Het land moet bestuurd worden: Machiavelli in de polder. 5de dr. Amsterdam, Prometheus, 282 p.
- Wim Voermans (2019), Het verhaal van de grondwet: zoeken naar wij. Amsterdam, 8ste dr. Prometheus, 512 p.
- Wim Voermans & Geerten Waling (2018), Gemeente in de genen. Tradities en toekomst van de lokale democratie in Nederland. 5de dr. Amsterdam, Prometheus, 344 p.

## Trivia
- In februari 2022 presenteerden Arjen Lubach en Tex de Wit in de Avondshow met Arjen Lubach de "Voermans-index", waarin ze de vele televisieoptredens van Voermans koppelden aan rechtsstatelijke crisismomenten.[13]
- Voermans is een niet onverdienstelijk marathonloper. Hij was onder andere Nederlands kampioen in de categorie M55-59 bij de Marathon van Amsterdam 2016[14], hij won zilver op het NK Marathon 2001 in de categorie M40[15] en was tweede beste Nederlander M40 tijdens de Fortis Marathon Rotterdam 2002 in een tijd van 2 u 35 min.[16] Ook liep hij de Dam tot Damloop 2017 in 1 u 36 sec. als snelste in de categorie M55.[17]